# Kiến thợ mộc
Kiến thợ mộc (Danh pháp khoa học: Camponotus) là chi kiến thuộc họ Formicidae, kiến mật sinh sống ở những vùng khí hậu nóng và khô trên toàn thế giới. Một số cá thể còn được ghi nhận là sống tại những sa mạc nóng. Các loài kiến này được phát hiện đầu tiên ở Úc năm 1881 bởi nhà tự nhiên học người Mỹ là Henry Christopher McCook. Dần dần, chúng sinh sôi và di cư ra nhiều vùng khác..

## Đặc điểm
Phần bụng của chúng phồng to, tròn và trông như chứa đầy những giọt mật trong suốt vàng óng. Kiến đường tổ chức xã hội theo các tầng, cấp. Chức vụ cao nhất trong đàn thuộc về kiến chúa, đảm nhiệm vai trò sinh sản. Tuy nhiên trong một đàn kiến, một số là kiến đực có trách nhiệm phối hợp với kiến chúa tạo ra những thế hệ mới. Số còn lại là kiến thợ và một bộ phận nho nhỏ khác là những phần tử kiến mật. Nhiệm vụ của kiến mật là béo lên, chúng càng có kích cỡ lớn càng tốt, chúng rất ít khi di chuyển, chúng luôn yên lặng treo mình trên nóc tổ và chỉ di chuyển khi thật sự cần thiết. Bụng bự của những cá thể kiến mật này thực ra chứa rất nhiều chất dinh dưỡng ở dạng lỏng. Chúng đóng vai trò như những tủ chứa thức ăn của cả tổ.
Kiến mật thợ mang thức ăn về cho đồng loại, bụng kiến mật có thể đạt đến kích cỡ một quả nho lớn. Trong thời điểm khan hiếm thức ăn, kiến mật sẽ có nhiệm vụ cung cấp nguồn dinh dưỡng cho những thành viên khác trong tổ. Khi đó, những con kiến thợ sẽ chỉ cần kéo râu của kiến mật và chúng sẽ được thưởng thức bãi nôn dinh dưỡng do kiến mật thải ra. Một số phân loài kiến mật tại Úc lại có tập tính ăn kho lưu trữ thức ăn di động này, những con kiến mật sẽ bị xâu xé, ăn thịt bởi chính đồng loại của mình. Sau đó, chúng sẽ nhả ra một phần bữa ăn và dùng cái đó để bồi dưỡng lại cho những con kiến béo bụng của mình. Người ta có thể bắt lấy một con kiến mật và cho vào miệng nhai ngay lập tức, nguồn dinh dưỡng dồi dào trong bụng của chúng là lý do biến kiến mật trở thành một món ăn cao lương mỹ vị. Tại nhiều nơi trên thế giới, kiến mật trở thành một loại đặc sản rất được ưa chuộng.

## Các loài
Cho đến thời điểm hiện tại, có khoảng hơn 1.000 loài kiến mật được ghi nhận trong chi Camponotus. (Xem bài: Danh sách các loài kiến trong chi Camponotus)

## Phân loài
Camponotus currently has 43 subgenera.
- Camponotus Mayr, 1861
- Dendromyrmex Emery, 1895
- Forelophilus Kutter, 1931
- Hypercolobopsis Emery, 1920
- Karavaievia Emery, 1925
- Manniella Wheeler, W.M., 1921
- Mayria Forel, 1878
- Myrmacrhaphe Santschi, 1926
- Myrmamblys Forel, 1912
- Myrmaphaenus Emery, 1920
- Myrmentoma Forel, 1912
- Myrmepomis Forel, 1912
- Myrmespera Santschi, 1926
- Myrmeurynota Forel, 1912
- Myrmisolepis Santschi, 1921
- Myrmobrachys Forel, 1912
- Myrmocladoecus Wheeler, W.M., 1921
- Myrmodirhachis Emery, 1925
- Myrmomalis Forel, 1914
- Myrmonesites Emery, 1920
- Myrmopalpella Stärcke, 1934
- Myrmopelta Santschi, 1921
- Myrmophyma Forel, 1912
- Myrmopiromis Wheeler, W.M., 1921
- Myrmoplatypus Santschi, 1921
- Myrmoplatys Forel, 1916
- Myrmopsamma Forel, 1914
- Myrmosaga Forel, 1912
- Myrmosaulus Wheeler, W.M., 1921
- Myrmosericus Forel, 1912
- Myrmosphincta Forel, 1912
- Myrmostenus Emery, 1920
- Myrmotarsus Forel, 1912
- Myrmothrix Forel, 1912
- Myrmotrema Forel, 1912
- Myrmoxygenys Emery, 1925
- Orthonotomyrmex Ashmead, 1906
- Paramyrmamblys Santschi, 1926
- Phasmomyrmex Stitz, 1910
- Pseudocolobopsis Emery, 1920
- Rhinomyrmex Forel, 1886
- Tanaemyrmex Ashmead, 1905
- Thlipsepinotus Santschi, 1928